# Ladislav Vymětal
Ladislav Vymětal (19. srpna 1933, Líšná – 22. května 2013, Praha) byl český divadelní režisér a pedagog.

## Profesní život
Studium činoherní režie absolvoval na pražské DAMU v roce 1958. Následovalo první angažmá v Divadle Vítězslava Nezvala v Karlových Varech. V sezóně 1960/61 jako režisér působil v pardubickém Východočeském divadle a v roce 1962 se stal kmenovým režisérem Městských divadel pražských. Kromě let 1983–1986, kdy režíroval v Národním divadle, byl členem uměleckého souboru Městských divadel pražských až do roku 1993. Po té pravidelně hostoval v mladoboleslavském Městském divadle a příležitostně i v dalších divadlech.
Vytvořil více než sto divadelních inscenací. Své zkušenosti z praxe předával studentům na Divadelní fakultě AMU, kde vyučoval režii.
V roce 1988 mu byl udělen titul zasloužilý umělec.

## Divadelní režie, výběr
- 1961 F. M. Dostojevskij – G. Tovstonogov: Idiot, Východočeské divadlo Pardubice
- 1963 Friedrich Dürrenmatt: Fyzikové, Komorní divadlo
- 1964 Gert Hofmann: Ve vší počestnosti, Komorní divadlo
- 1967 Jean Genet: Služky, Komorní divadlo
- 1968 Lilian Hellmanová: Lištičky, Komorní divadlo
- 1968 Jean-Paul Sartre: Mouchy, Komorní divadlo
- 1969 Ivan Klíma: Porota, Komorní divadlo
- 1975 Grigorij Gorin: Zapomeňte na Hérostrata!, Divadlo ABC, Městská divadla pražská, překlad Růžena Pochová, režie Ladislav Vymětal, výprava Jan Dušek, premiéra 26. listopadu 1975. Hráli: Náš současník (Jiří Pick), Tissafernés, vladař Efesu (Václav Voska), Klementina, jeho žena (Marie Málková), Kleón, archón basileus (Jan Tříska), Hérostratos (Václav Postránecký ), Chryssipes, lichvář (Miroslav Homola), Erita, kněžka v chrámu bohyně Artemis (Jarmila Smejkalová), žalářník (Jiří Bruder), kameník (Roman Hemala), Hrnčíř Vladimír Salač (herec) a lazebník (Mirko Musil).[4]
- 1977 Alejandro Casona: Dům se sedmi balkóny, Divadlo ABC
- 1977 V. Páral – M. Horanský – V. Ron: Mladý muž a bílá velryba, Rokoko
- 1978 Yves Jamiaque: Pan Hamilkar, Divadlo ABC
- 1978 Joseph Heller: Hlava XXII, Divadlo ABC
- 1982 Neil Simon: Drobečky z perníku, Rokoko
- 1982 Tennessee Williams: Kočka na rozpálené plechové střeše, Laterna magika
- 1986 Ken Kesey – Dale Wasserman: Přelet nad hnízdem kukačky, Divadlo ABC